# Sørfold
Sørfold este o comună din provincia Nordland, Norvegia.